# Samuel Fosso
Samuel Fosso (Kumba, 17 juli 1962) is een Kameroens fotograaf.

## Levensloop
Fosso werd in Kameroen geboren, dicht bij de grens met de Republiek Biafra, een de facto onafhankelijke staat in Nigeria in die tijd. Hij groeide op in het buurland totdat het gezin in 1972 vanwege de Biafra-oorlog gedwongen was te vluchten naar Bangui in de Centraal-Afrikaanse Republiek.
Hier begon op zijn twaalfde te werken als fotograafassistent, en een jaar later als portretfotograaf vanuit een eigen studio. Aanvankelijk maakte hij zelfportretten om het restant van het fotorolletje op te vullen. Deze foto's waren bestemd  voor zijn moeder die zich nog in Nigeria bevond. Op een gegeven moment werd het maken van zelfportretten voor Fosso een doel op zich.
Voor zijn opnames gebruikt hij speciale achterdoeken en verkleedt hij zich in veelsoortige kostuums die sterk kunnen variëren, zoals in authentieke Europese kostuums, Afrikaanse klederdrachten, een marine-uniform, karate-uniform, bokstenue, enz.
Fosso brak internationaal door nadat hij in 1994 meedeed aan de eerste editie van de Rencontres de la Photographie in Bamako, Mali, dat sinds de oprichting het belangrijkste fotofestival van Afrika is. Met deze voor Fosso eerste expositie behaalde hij de eerste prijs op het festival. Ook later werd hij meermaals internationaal onderscheiden, waaronder in 2001 met een Prins Claus Prijs en in 2010 met de eerste prijs voor beeldende kunst van het Prins Bernhard Cultuurfonds.
De stijl van Fosso laat zich enigszins vergelijken met die van Diane Arbus, doordat zijn zelfportretten een glimp van onze menselijkheid zien. Daar waar Arbus echter stelt dat iedereen een eigen identiteit heeft, ofwel hetgeen dat overblijft wanneer we al het andere wegnemen, vertonen de zelfportretten van Fosso in wisselende kostuums juist dat identiteit ook voor een deel wordt bepaald door dingen waar iemand wel controle over heeft. Zijn werk wordt daarom ook wel getypeerd als een onthulling van hoe mensen in feite hun eigen identiteit scheppen.

## Erkenning
- 1994: 1e prijs Rencontres de la Photographie, Bamako, Mali
- 1995: Prix Afrique en Creations
- 2000: 1e prijs Biënnale Dak'Art
- 2001: Prins Claus Prijs.
- 2010: 1e Prijs voor Beeldende Kunst Prins Bernhard Cultuurfonds